# TeXworks
TeXworks — це вільне середовище для роботи з TeX-документами, що складається з редактора, переглядача PDF, має простий інтерфейс , створене під впливом програми для Mac OS TeXShop з метою зниження вхідних бар’єрів у світ TeX для людей, що використовують операційні системи, відмінні від Mac OS X.
Для роботи у TeXworks слід попередньо встановити TeX Live, MiKTeX чи proTeXt.